# Obere Aue (Plauen)
Obere Aue ist ein Stadtteil von Plauen im Stadtgebiet Zentrum.
Der Stadtteil wird von der Weißen Elster durchflossen. An der Grenze zum Stadtteil Neustadt befindet sich die Alte Elsterbrücke, die zweitälteste Brücke Sachsens. Am Elsterufer liegt das Stadtbad Plauen, das 1912 als König-Albert-Bad eröffnet wurde.

## Geographie

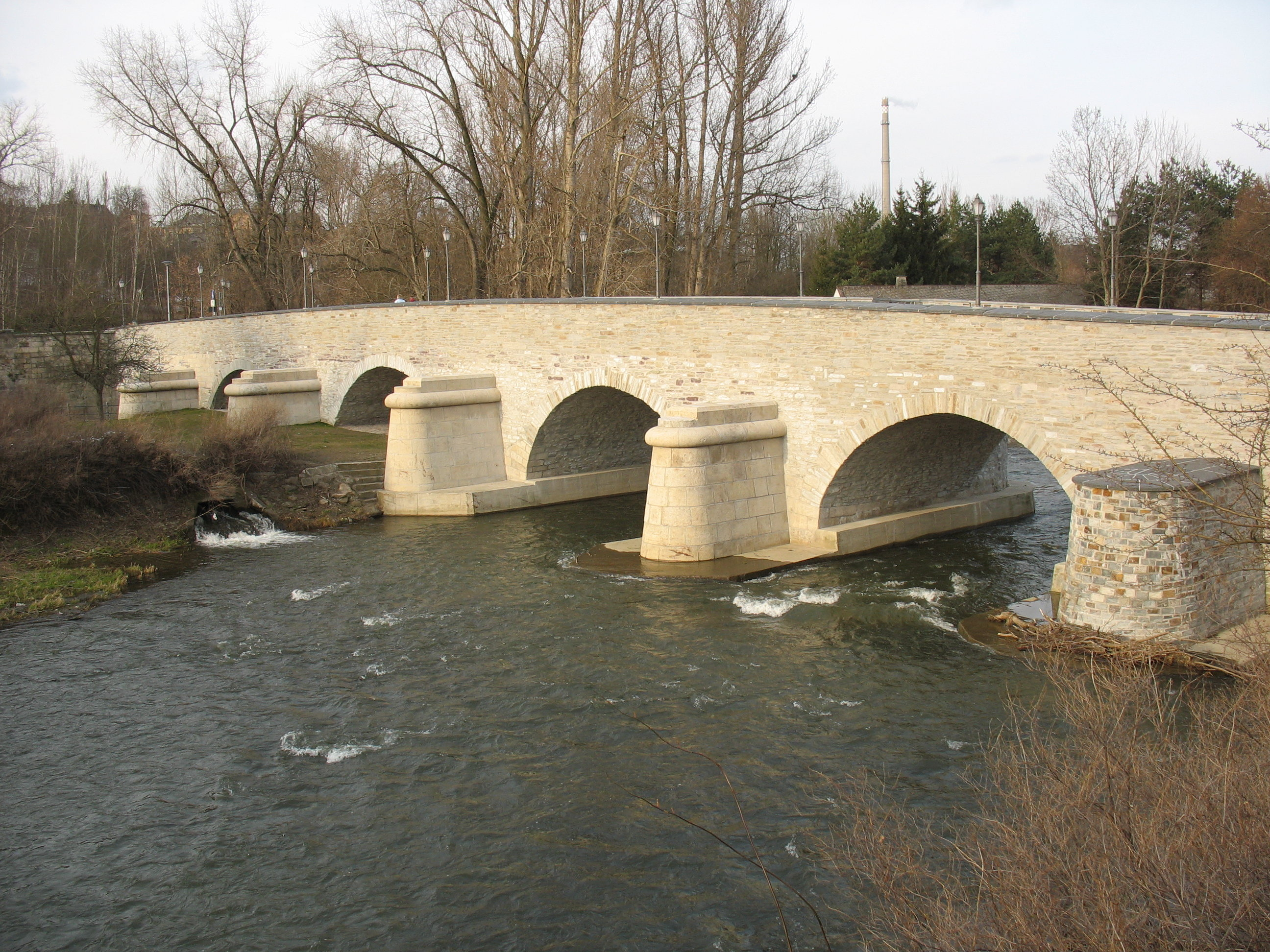
Die Alte Elsterbrücke, die zweitälteste Brücke in Sachsen.

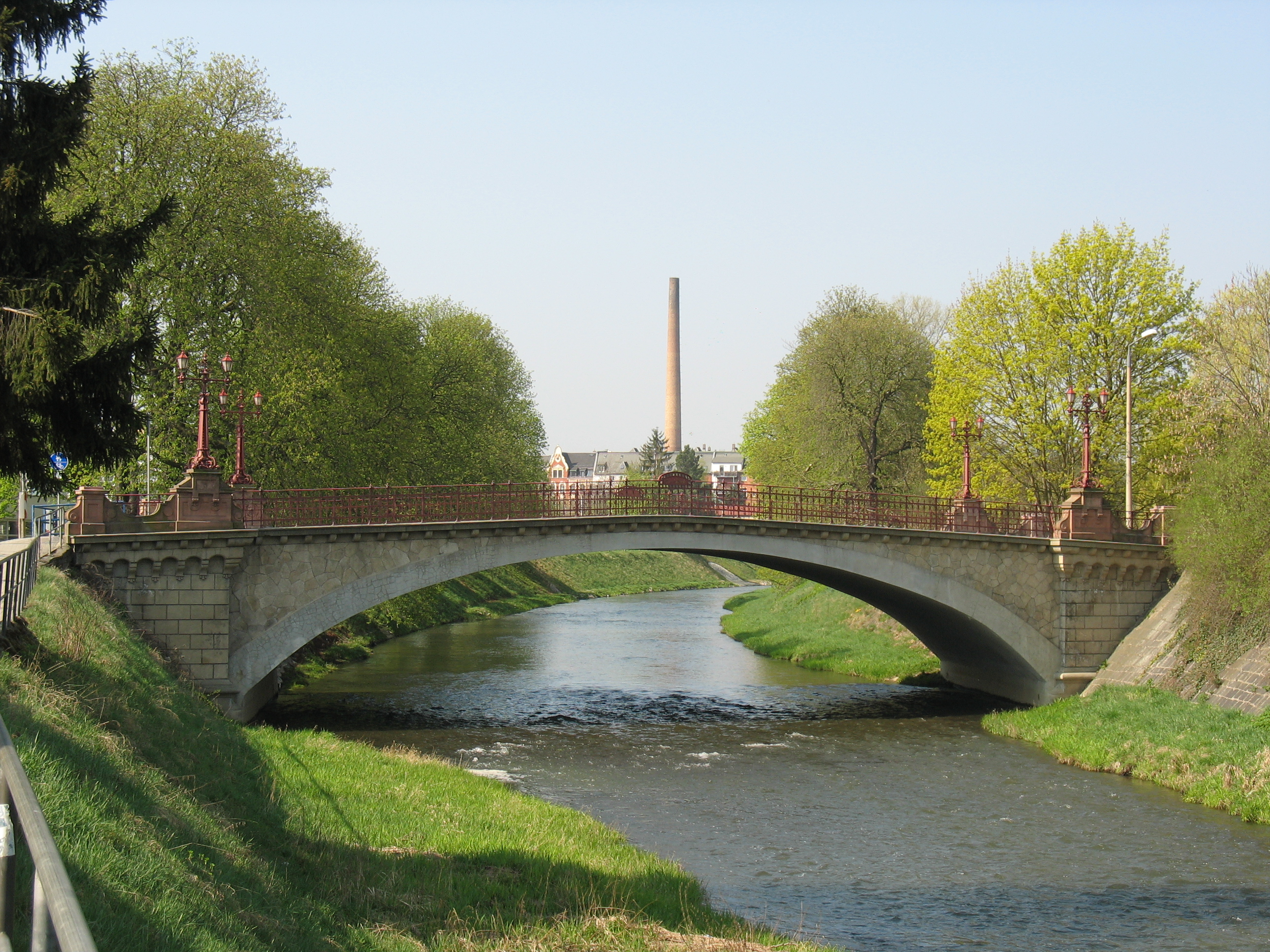
Die denkmalgeschützte Gösselbrücke über die Weiße Elster.

Der Stadtteil Obere Aue liegt im Zentrum Plauens und grenzt an fünf weitere Stadtteile.
| Altstadt            |                                             | Neustadt    |
| Neundorfer Vorstadt | Kompassrose, die auf Nachbargemeinden zeigt |             |
| Hofer Vorstadt      |                                             | Ostvorstadt |

## Öffentlicher Nahverkehr
Im östlichen Teil des Stadtteils liegt die Haltestelle „Neue Elsterbrücke“, die von der Straßenbahn Plauen mit mehreren Straßenbahnlinien und einer Stadtbuslinie bedient wird.
Die Haltestelle „Böhlerstraße“ im Westen des Stadtteils wird von den PlusBus-Linien 50 nach Rodewisch und 90 nach Schöneck und Klingenthal angefahren. Direkt östlich der Oberen Aue liegt der Haltepunkt Plauen Mitte, der mit der RB 4 von der Vogtlandbahn bedient wird. Dort fahren Züge nach Gera, Greiz und Adorf.